# Spiropes chusqueae
Spiropes chusqueae är en svampart som först beskrevs av Franz Petrak, och fick sitt nu gällande namn av P.M. Kirk ined. Spiropes chusqueae ingår i släktet Spiropes, divisionen sporsäcksvampar och riket svampar.   Inga underarter finns listade i Catalogue of Life.